# Motrazepam
Motrazepam  (Ro06-9098) là một loại thuốc là một dẫn xuất của benzodiazepine.